# Hammermühle (Langenzenn)
Hammermühle ist ein Gemeindeteil der Stadt Langenzenn im Landkreis Fürth (Mittelfranken, Bayern). Hammermühle liegt in der Gemarkung Kirchfembach.

## Geographie
Die Einöde liegt am Hammerbach, einem linken Zufluss des Fembachs. Mittlerweile ist der Ort als Haus Nr. 10 des Hammermühlwegs aufgegangen.

## Geschichte
Gegen Ende des 18. Jahrhunderts gehörte die Hammermühle zur Realgemeinde Kirchfembach. Die Mühle hatte das brandenburg-bayreuthische Klosteramt Münchaurach als Grundherrn. Unter der preußischen Verwaltung (1792–1806) des Fürstentums Bayreuth erhielt die Hammermühle die Hausnummer 14 des Ortes Kirchfembach.
Von 1797 bis 1810 unterstand der Ort dem Justizamt Markt Erlbach und Kammeramt Emskirchen. Im Rahmen des Gemeindeedikts wurde Hammermühle dem 1811 gebildeten Steuerdistrikt Hagenbüchach und der 1813 gegründeten Ruralgemeinde Kirchfembach zugeordnet.
Im Zuge der Gebietsreform in Bayern wurde Hammermühle am 1. Januar 1972 nach Langenzenn eingegliedert.

### Ehemaliges Baudenkmal
- Mühle am Hammerbach, zweigeschossiger veränderter Bau, am Nordgiebel Inschrift „17 C H 50“, dazwischen Mühlrad[7]

### Einwohnerentwicklung
| Jahr      | 001824 | 001840 | 001861 | 001871 | 001885 | 001900 | 001925 | 001950 | 001961 | 001970 | 001987 |
| Einwohner | 6      | 7      | 7      | 9      | 5      | 5      | 9      | 6      | 6      | 7      | *      |
| Häuser    | 1      | 1      |        |        | 1      | 1      | 1      | 1      | 1      |        | *      |
| Quelle    | [ 5 ]  | [ 9 ]  | [ 10 ] | [ 11 ] | [ 12 ] | [ 13 ] | [ 14 ] | [ 15 ] | [ 16 ] | [ 17 ] | [ 18 ] |

## Religion
Der Ort ist seit der Reformation evangelisch-lutherisch geprägt und bis heute nach St. Kilian (Hagenbüchach) gepfarrt. Die Einwohner römisch-katholischer Konfession waren ursprünglich nach St. Michael (Wilhermsdorf) gepfarrt, heute ist die Pfarrei St. Marien (Langenzenn) zuständig.